# ドレスデン工科大学

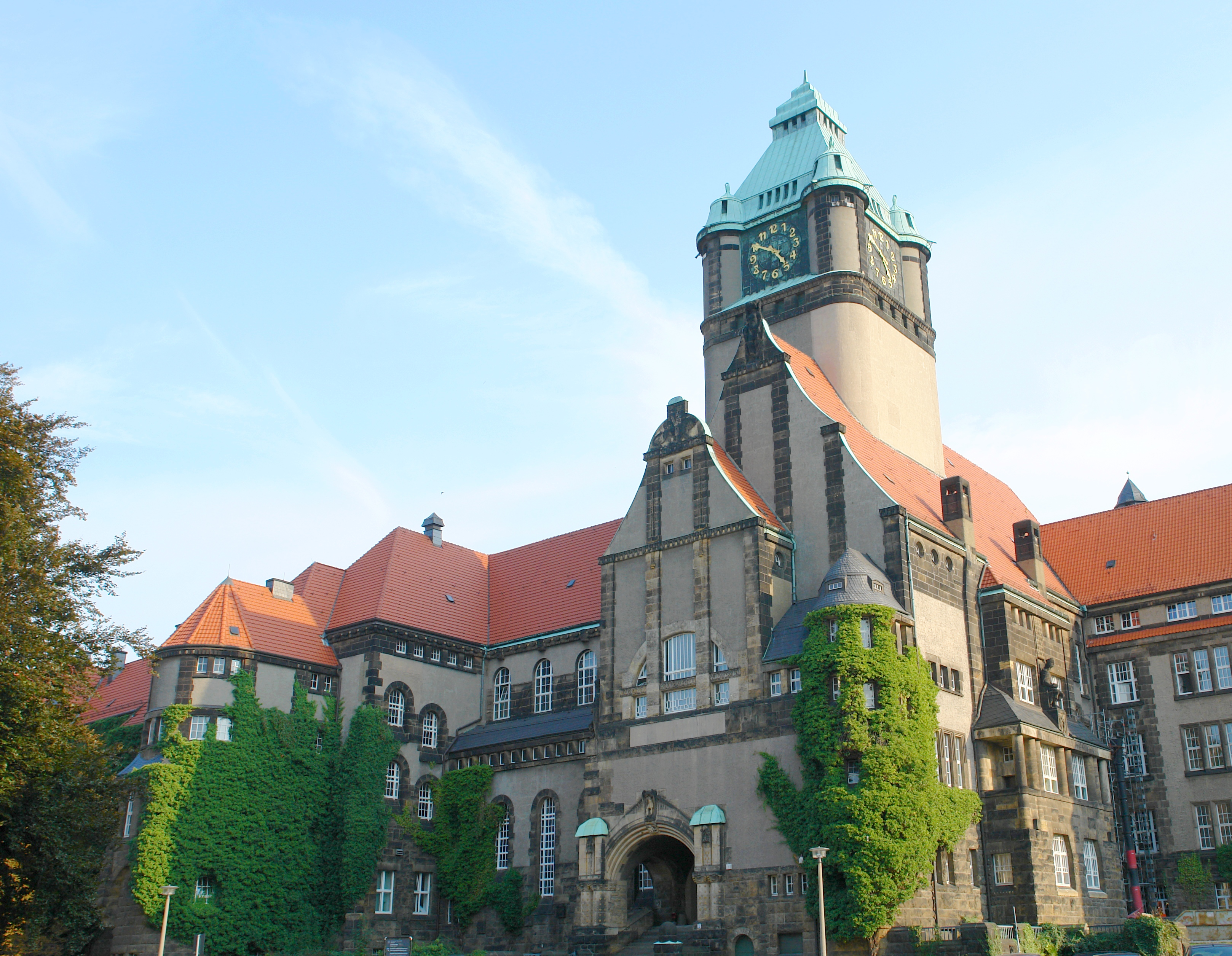
Technische Universität Dresden

ドレスデン工科大学（ドレスデンこうかだいがく、独: Technische Universität Dresden、英：Dresden University of Technology、略称TU Dresden、TUD）は、ドイツ・ザクセン州の州都ドレスデンに位置する公立大学。エクセレンス・イニシアティブ指定校で、工科大学連合TU9のメンバー校である。ドイツ最大の学生数を有する工科大学である。

## 概要
35000名以上の学生と、8000名以上の教職員を抱えるザクセン州最大の大学であり、ドイツ国内で10番目に大きな大学である。126の教育課程を提供し、名称は工科大学であるが、人文・社会科学系、教育・言語系、経済・法律系、医学系などの学部も有する総合大学である。
メインキャンパスはドレスデン中央駅から2駅と市街地からほど近い場所に位置しており、交通面でのアクセスに優れている。ドレスデンはドイツ東部の主要観光都市でもあり、エルベ川沿いに建ち並ぶバロック建築群の美しさは「エルベのフィレンツェ」とも称され、エルベ川と中心部の街は世界遺産に登録されている。また、キャンパス内の建物「CUBE」は、世界初となるカーボンコンクリート製の建築で有名である。

## 沿革

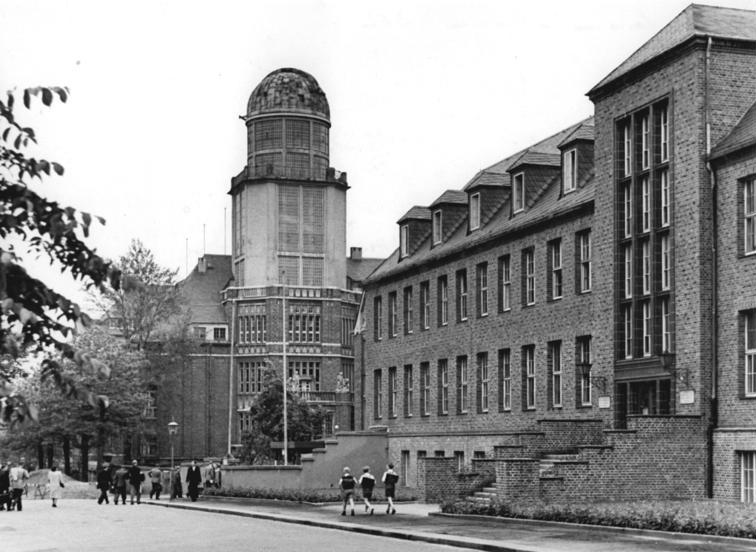
1913年に建築工学部のために作られた校舎（1953年）

現在の名称（Technische Universität Dresden）は1961年から使われるようになったものの、大学自体の歴史は200年前まで遡り、カールスルーエ工科大学と共にドイツで最古の工業教育機関を持つ工科大学の一つである。

### 年表
- 1828年5月1日 - ドレスデン王立工業教育施設[6]（Königlich-Technische Bildungsanstalt zu Dresden）設立。
- 1851年 - 技術学校（Polytechnische Schule）に昇格。
- 1871年 - ザクセン王立高等工業学校（Königlich-Sächsisches Polytechnikum）となる。
- 1929年 - ターラント林科大学（Fortwirtschaftliche Hochschule Tharandt）と合併し、ドレスデン工科大学（Technische Hochschule Dresden）となる。
- 1961年 - Technische Universitätとしての工科大学となる。
- 1986年 - ドレスデン技師大学（Ingenieurhochschule Dresden）を吸収合併。

## 所在地
主にドレスデン市内の3か所に位置し、郊外にも多くの校舎を置く。

## 組織
5つの領域（Bereich、仮訳）、17の学部（Fakultät）から成る。
- 数学・自然科学領域（Bereich Mathematik und Naturwissenschaften）
  - 生物学部（Fakultät Biologie）
  - 化学・食品化学部（Fakultät Chemie und Lebensmittelchemie）
  - 数学部（Fakultät Mathematik）
  - 物理学部（Fakultät Physik）
  - 心理学部（Fakultät Psychologie）
- 精神科学・社会科学領域（Bereich Geistes- und Sozialwissenschaften）
  - 教育学部（Fakultät Erziehungswissenschaften）
  - 哲学部（Philosophische Fakultät）
  - 言語学・文芸学・文化学部（Fakultät Sprach-, Literatur- und Kulturwissenschaften）
- 工学領域（Bereich Ingenieurwissenschaften）
  - 電気工学・情報工学部（Fakultät Elektrotechnik und Informationstechnik）
  - 情報学部（Fakultät Informatik）
  - 機械工学部（Fakultät Maschinenwesen）
- 建築・環境領域（Bereich Bau und Umwelt）
  - 建築学部（Fakultät Architektur）
  - 土木工学部（Fakultät Bauingenieurwesen）
  - 環境学部（Fakultät Umweltwissenschaften）
  - フリードリヒ・リスト交通学部（Fakultät Verkehrswissenschaften "Friedrich List"）
  - 経済学部（Fakultät Wirtschaftswissenschaften）
- 医学領域（Bereich Medizin）
  - カール・グスタフ・カールス（ドイツ語版）医学部（Medizinische Fakultät Carl Gustav Carus）

## 外観写真

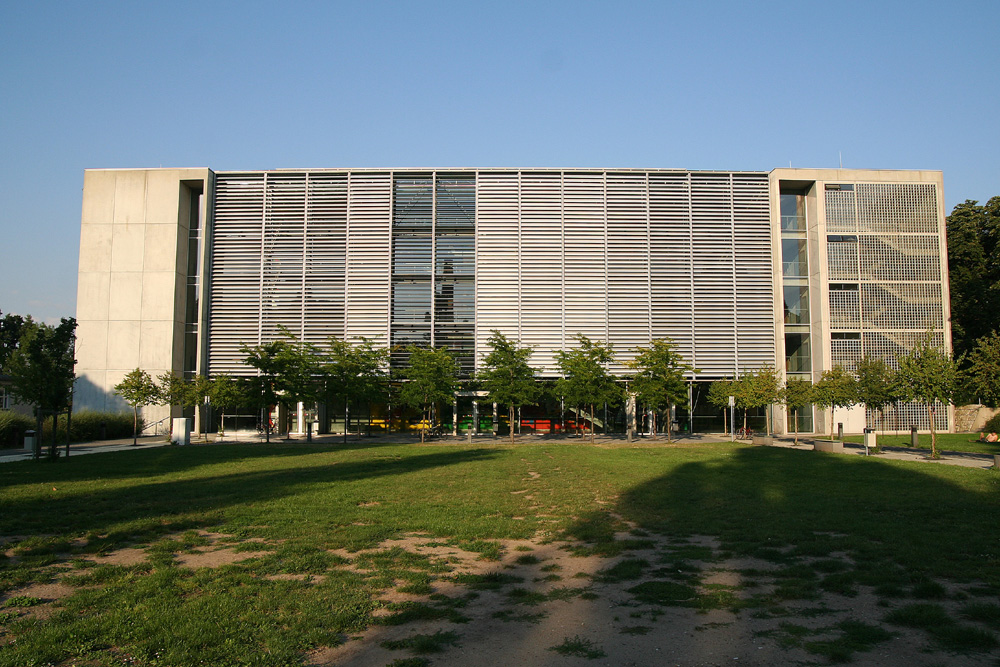
ベルク通り（Bergstraße）にある講堂センター
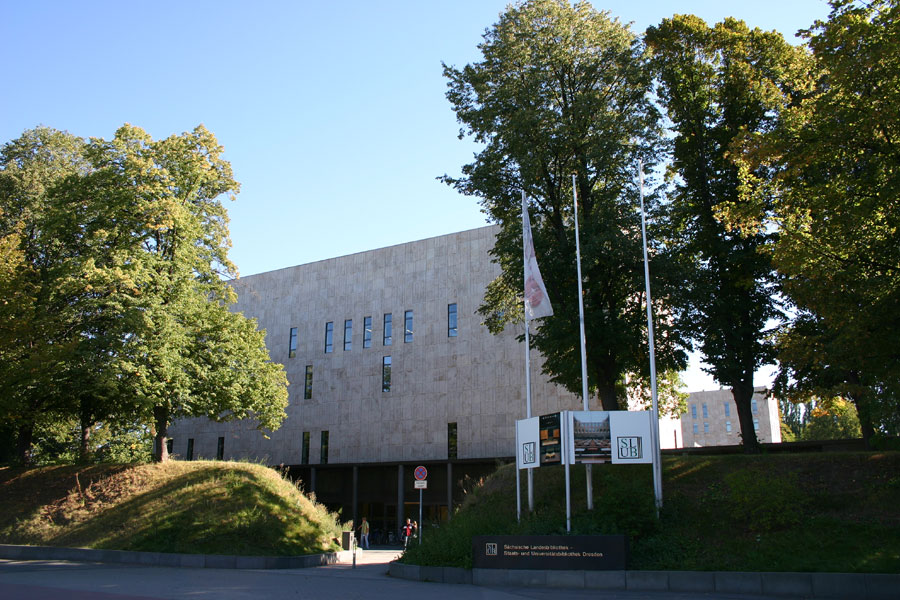
ザクセン州立・大学図書館（ドイツ語版）
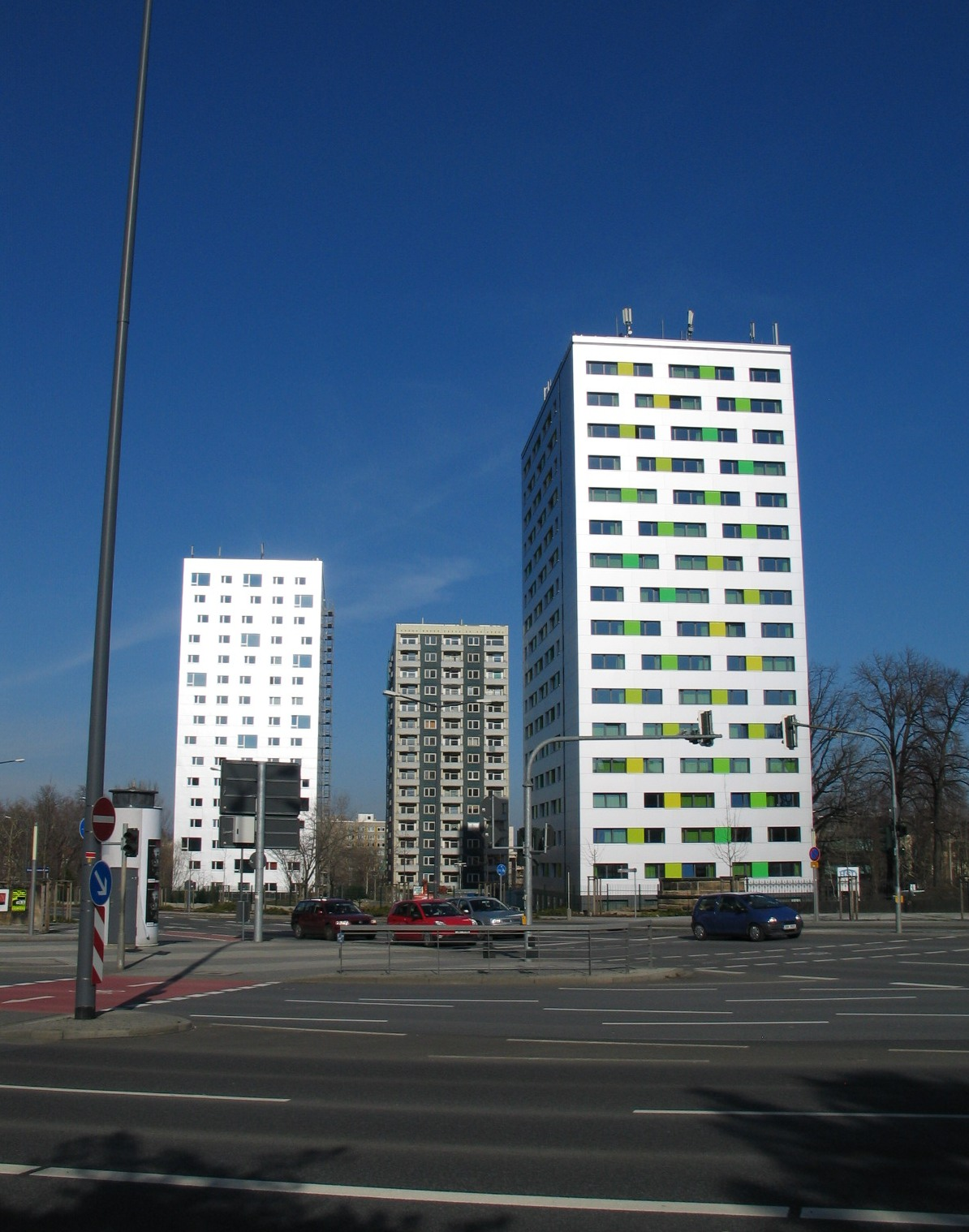
フリッツ・フェルスター広場（Fritz-Foerster-Platz）の学生寮
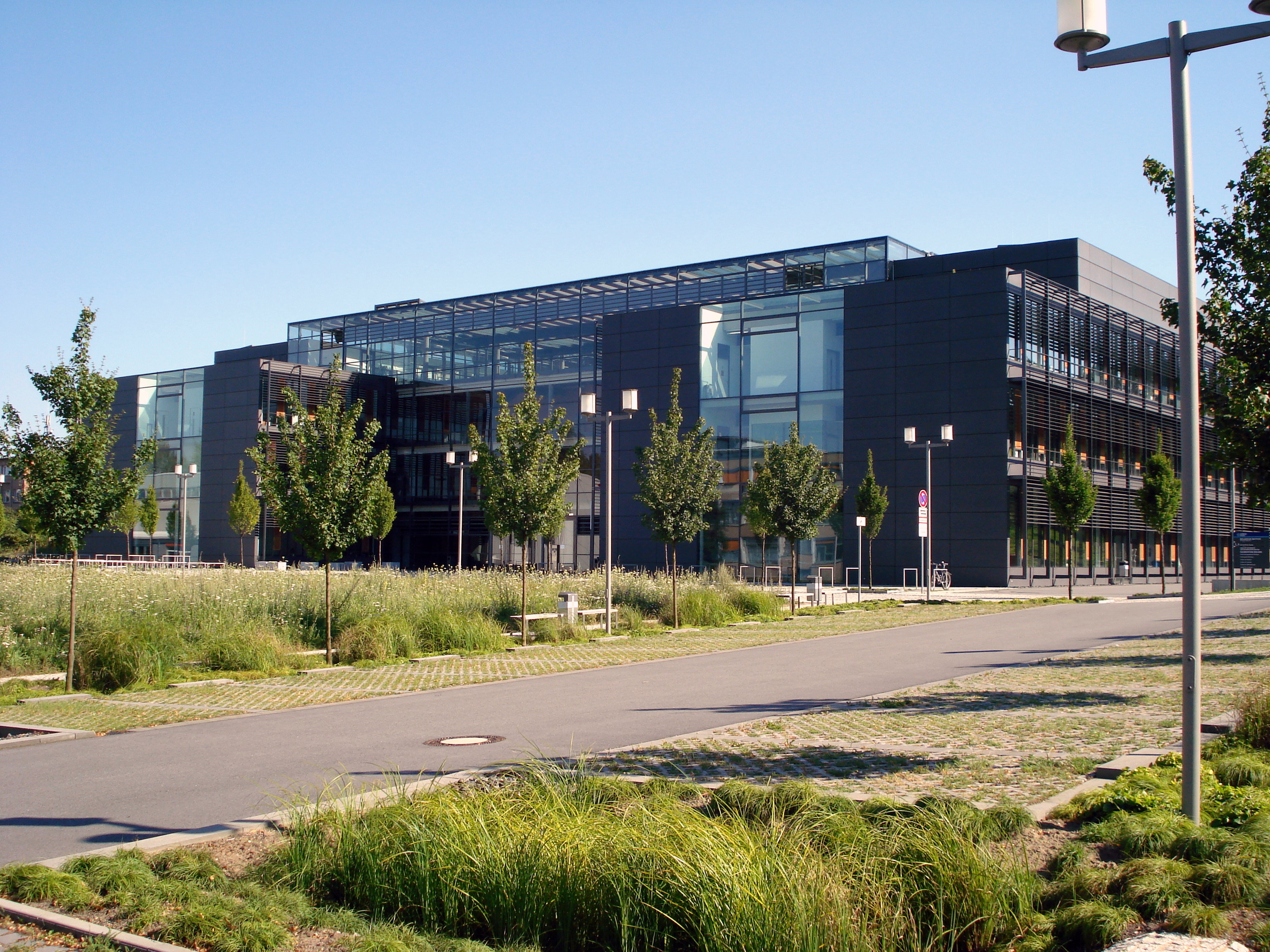
ツェレシェン通り（Zelleschen Weg）にある生物学部の校舎
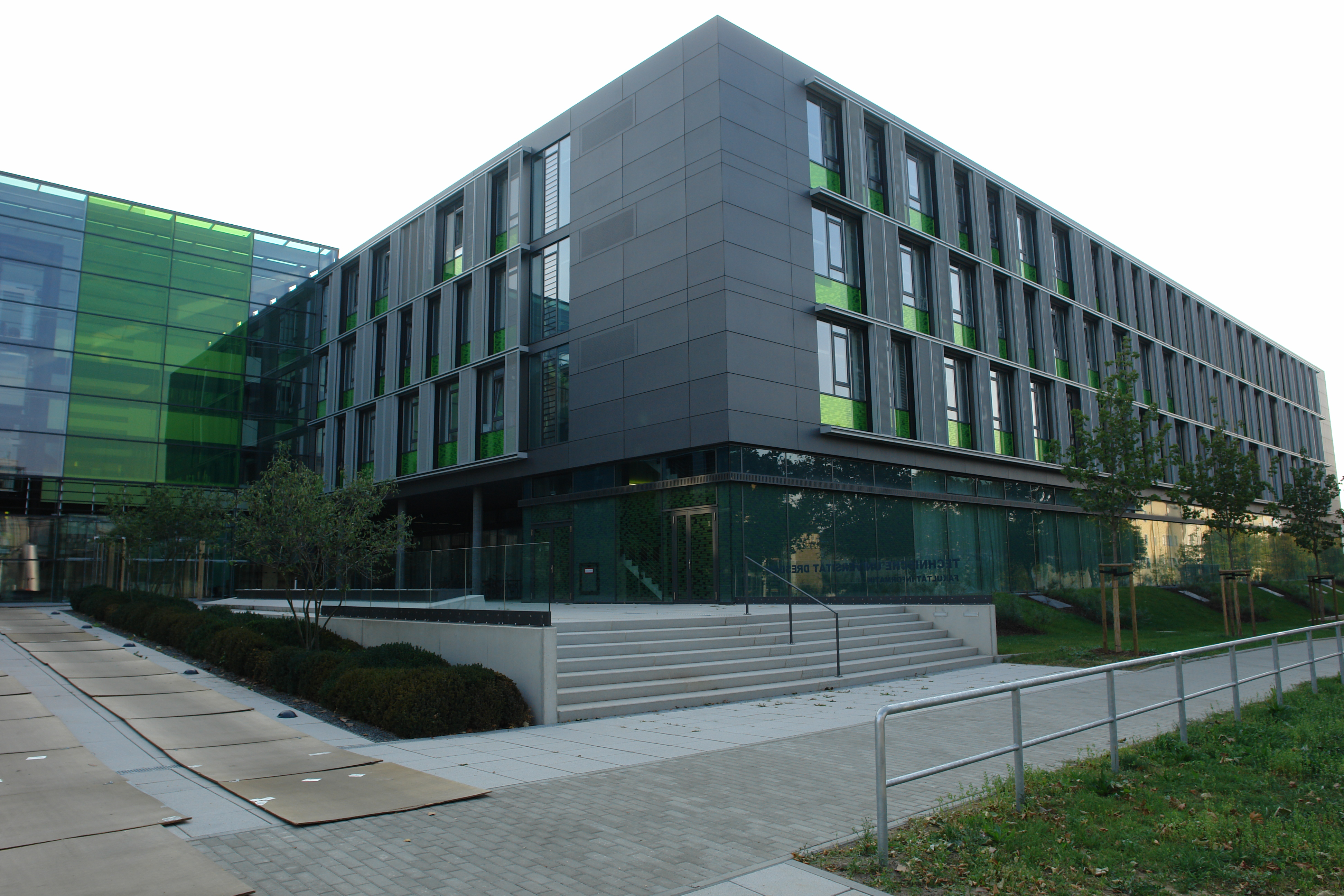
ネートニッツァー通り（Nöthnitzer Straße）にある情報学部の校舎
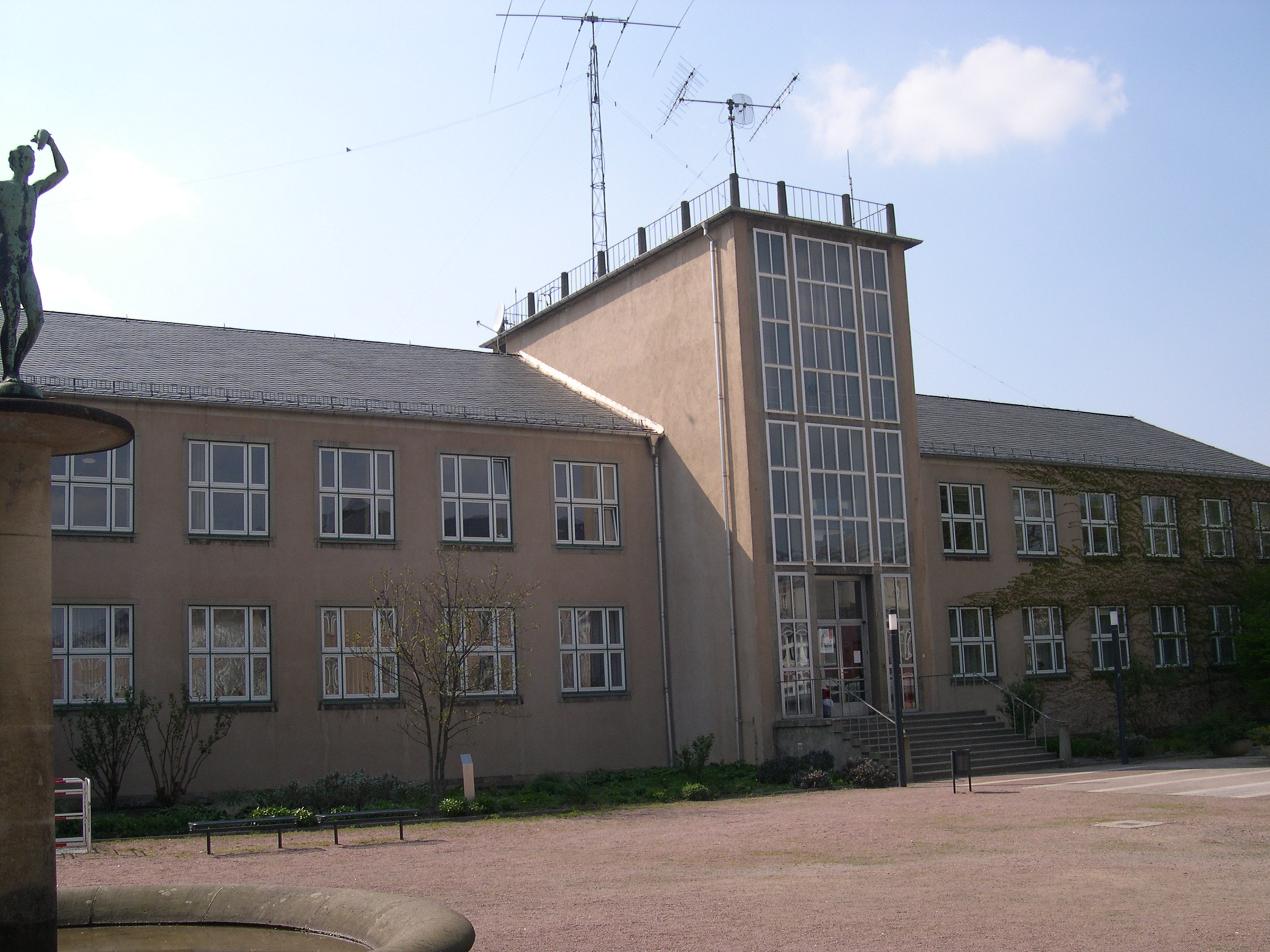
電気工学・情報工学部の校舎
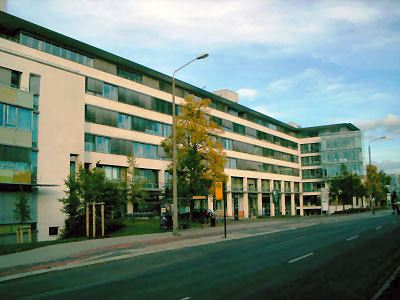
ツェレシェン通り（Zelleschen Weg）にある建築学部の校舎
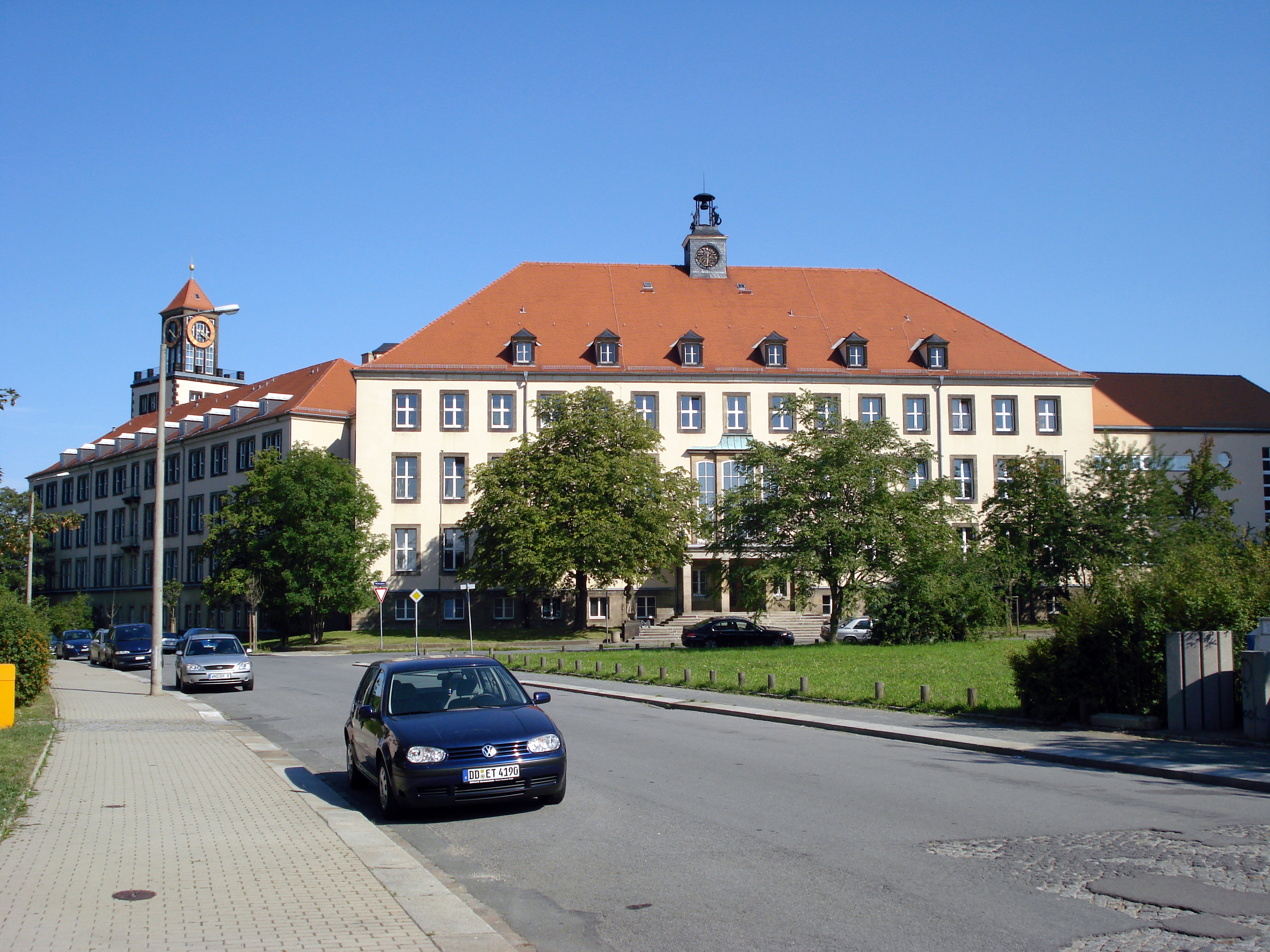
ヴェーバー広場（Weberplatz）にある教育学部の校舎
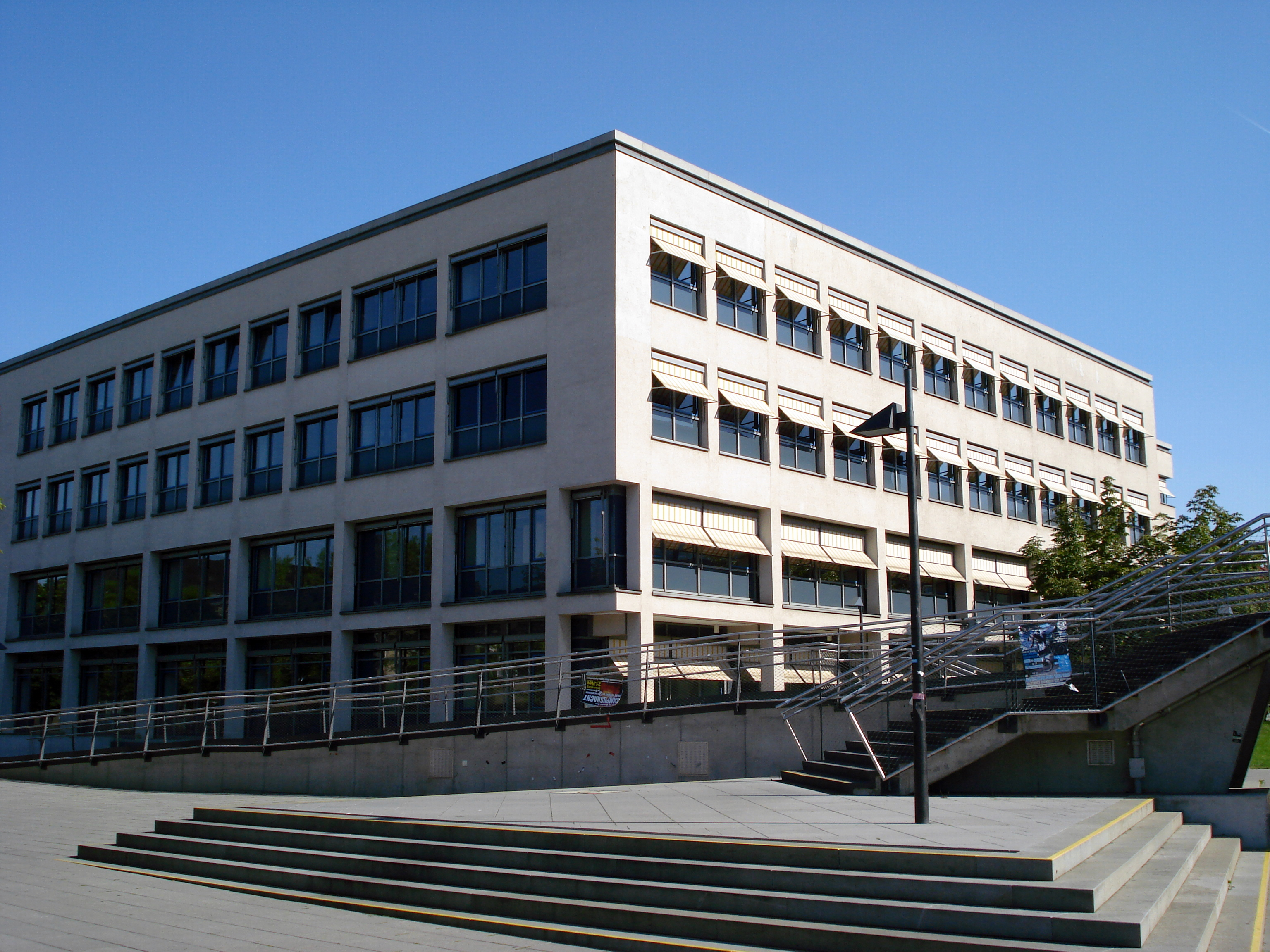
旧法学部の校舎
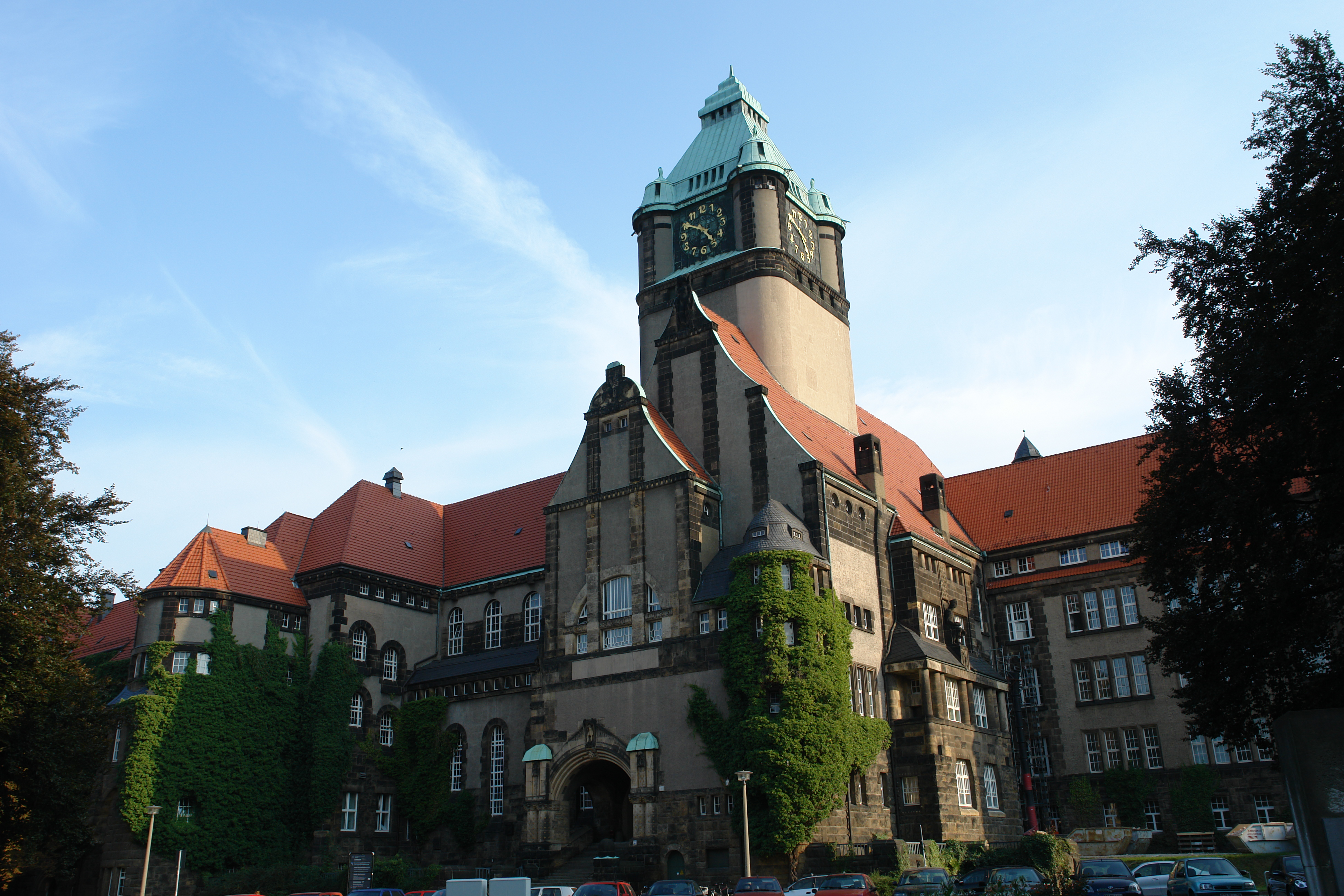
経済学部の校舎

## 著名な卒業生
- カーチャ・キッピング ：ドイツの政治家・左翼党議長
- カール・エンケル：フィンランドの政治家・外交官
- カール・テオドール・アルブレヒト：ドイツの天文学者
- フランツ・ディッシンガー：ドイツの土木工学・構造技術者。斜張橋の開発とプレストレスト・コンクリート使用のパイオニア
- 鍋島直縄：日本の華族、政治家

## 日本における協定校
- 明治学院大学
- 成城大学
- 京都外国語大学

部局間協定
- 千葉大学 - 大学院園芸学研究科・園芸学部とTUD環境科学部
- 信州大学 - 医学部とTUD医学部
- 佐賀大学 - 工学系研究科とTUD数学・自然科学領域